# Malfa
Malfa es una comuna de 851 habitantes de la provincia de Mesina, situada en la isla de Salina en el archipiélago de las islas Eolias, vecina a la comunidad de Leni y además colinda con la comunidad de Santa Marina Salina. El pueblo está situado en una colina en el interior, cerca de la costa, con una superficie de 8 km² y una altitud de 100 m s. n. m. y ocupa aproximadamente la mitad de la isla.

## Historia, economía y curiosidades
La economía de Malfa se basa en la agricultura principalmente de vides, pasas, aceitunas y alcaparras, de artesanías, la pesca (pez espada) y el turismo de la playa. También es famosa por su producción de vino.
Hasta 1909 el pueblo pertenecía a la administración de Salina; pero posteriormente pasó a ser autónoma. El nombre Malfa deriva del árabe 'marfa', que significa "puerto". (Fuente: Los nombres de Italia, Ed. De Agostini) Según otra hipótesis, sin embargo, el nombre proviene de la república marítima de Amalfi, cuando un grupo de personas de esa región se asentó en la isla en el siglo XII.

## Administración
- Alcalde: Salvatore Longhitano

La comunidad de Malfa en la provincia de Mesina, (Isla).

- Fecha de asunción: 15 de mayo de 2007
- Partido: Lista cívica
- Teléfono de la comuna: 090 9844008

## Evolución demográfica
| Gráfica de evolución demográfica de Malfa entre 1861 y 2001 |
|                                                             |
| Fuente ISTAT - Gráfica elaborada por Wikipedia              |